# Melinis minutiflora

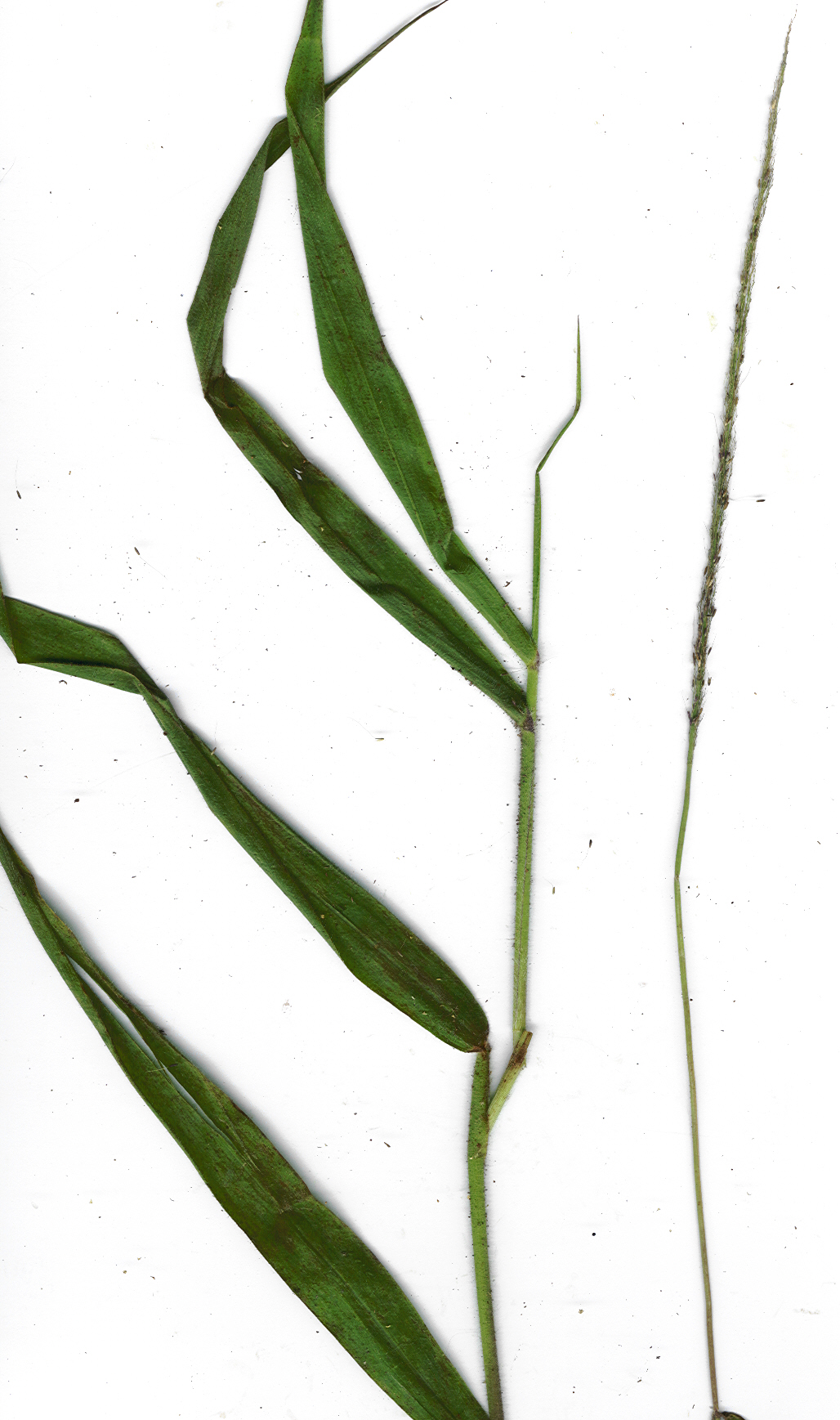
Hojas

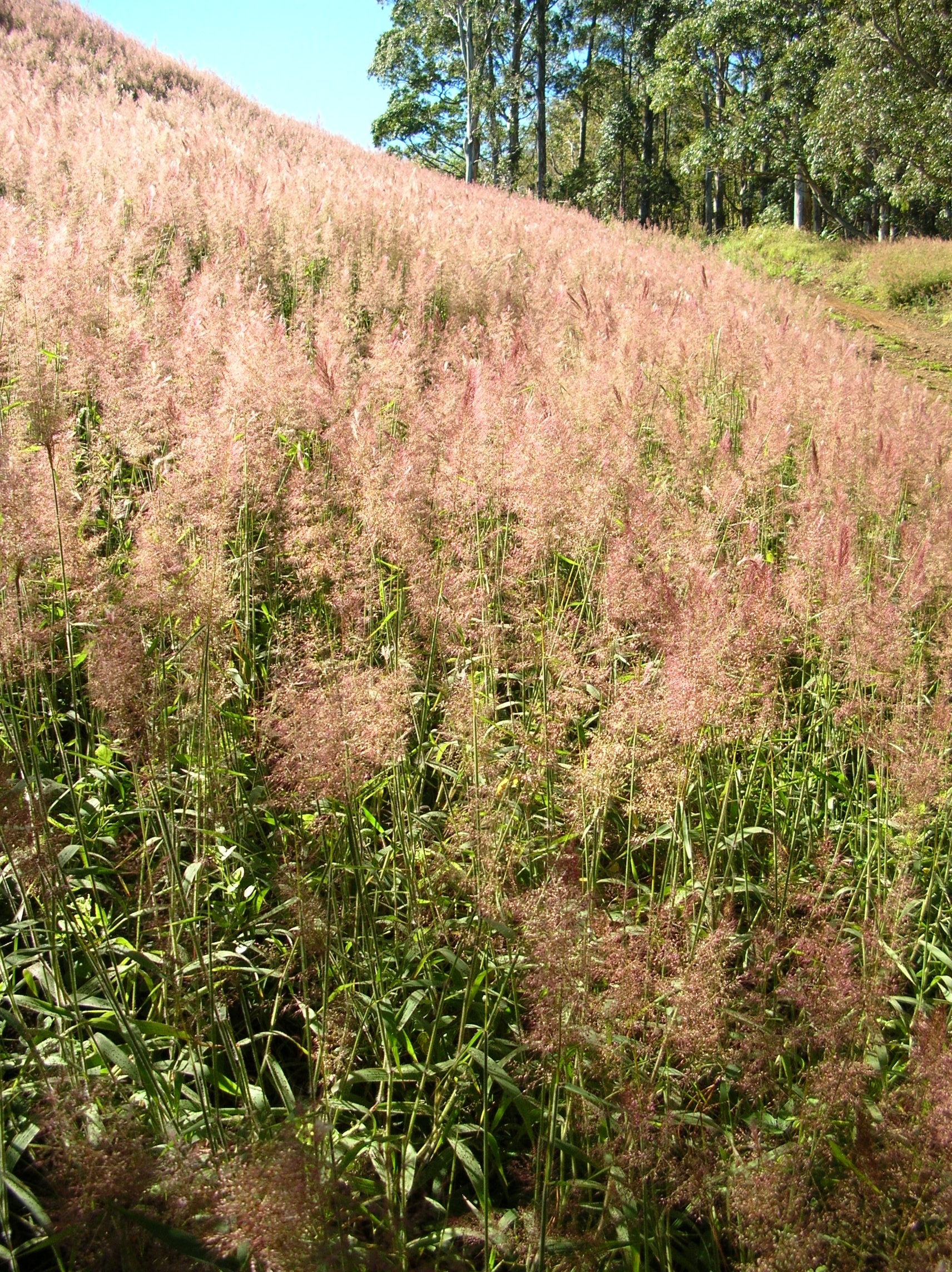
En su hábitat

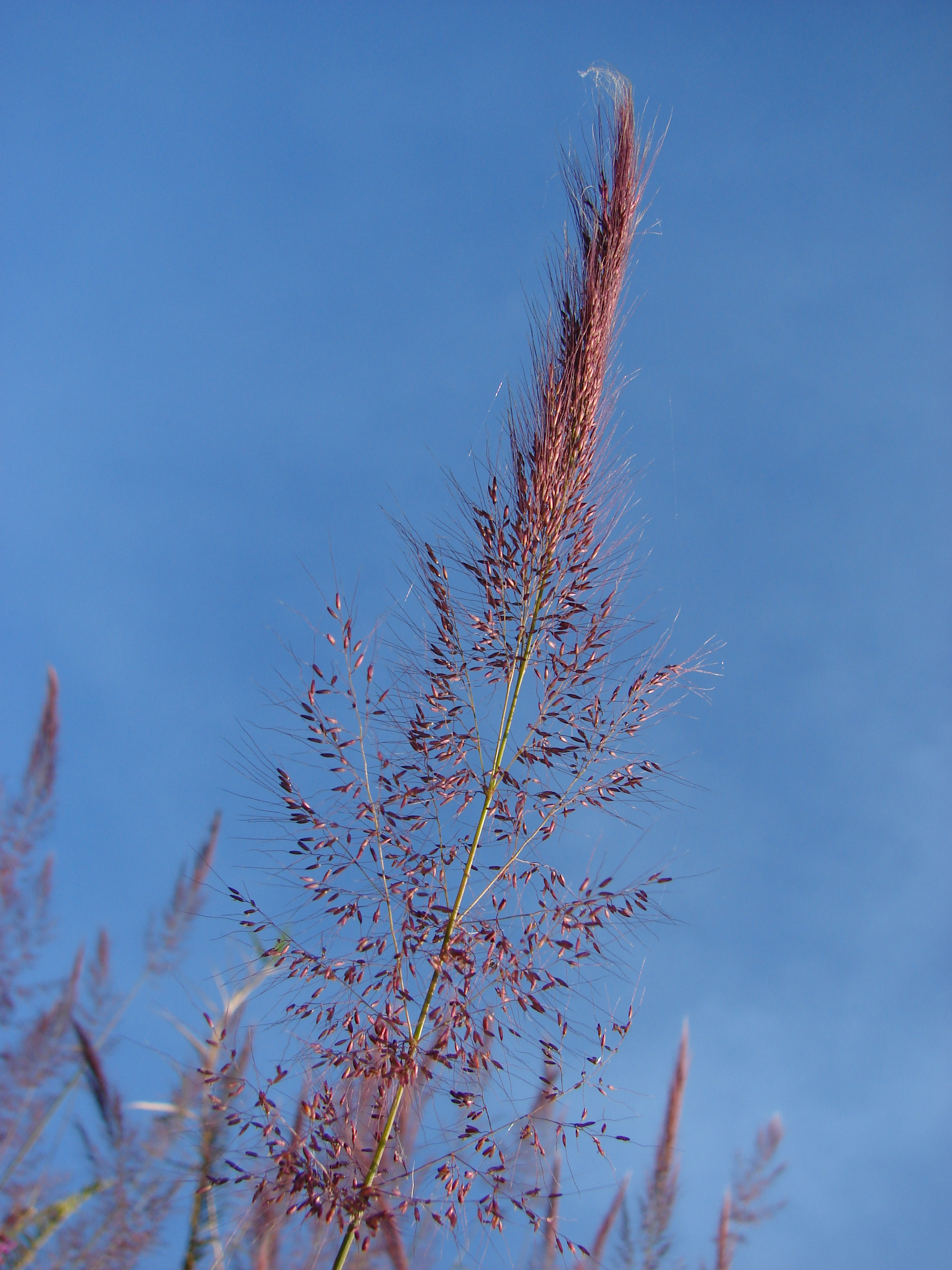
Espiga

Melinis minutiflora es una hierba perenne del género Melinis.  M. minutiflora es originaria de África. Se propaga en forma de estera. Presenta tallos erectos de hasta 1.5 metros de alto. Las hojas están cubiertas por un follaje oloroso y pegajoso, de inflorescencia de color rojizo. Florece por período corto. Se cree que el olor fresco de M. minutiflora es repelente de insectos y de serpientes. 

## Distribución y hábitat

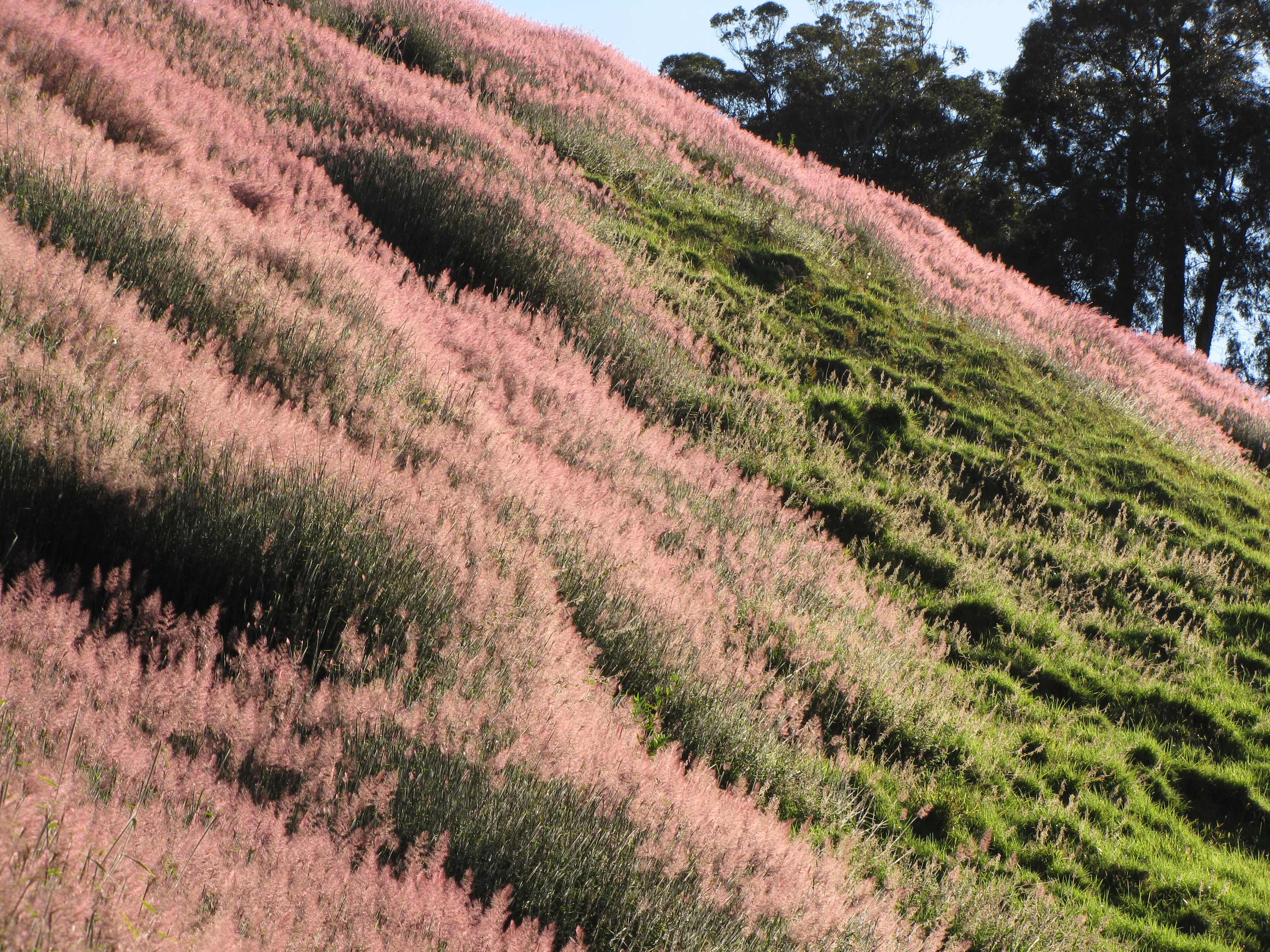
Melinis minutiflora en flor

En Venezuela es conocida con el nombre de Capin Melao, cubre extensas áreas del Parque nacional El Ávila, y es considerada por muchos de los caraqueños como la causante de las alergias que sufre la población en la estación seca de diciembre, enero y febrero.
Fue introducida en países tropicales de América como forraje para la cría de animales, y pronto se naturalizó. No obstante, es considerada una maleza en muchas partes del mundo, incluyendo Hawái, Brasil, Venezuela y Colombia, y puede haber contribuido a la desaparición de especies nativas en diversas regiones. Ha sido utilizada, aun así, como especie pionera en la plantación de suelos pobres, y neutraliza otras malezas que puedan aparecer.

## Descripción
Son plantas perennes o anuales; con tallos de hasta 180 cm de largo pero generalmente más cortos, sólidos, decumbentes y a menudo enraizando cerca de la base, muy ramificados; entrenudos papiloso-pilosos; nudos barbados; plantas hermafroditas. Vainas densamente papiloso-pilosas, los tricomas con ampollas víscidas de material resinoso oloroso; lígula una hilera de tricomas, de 1 mm de largo; láminas linear-lanceoladas, 5–15 cm de largo y 5–12 mm de ancho, aplanadas, velutinas. Inflorescencia una panícula terminal, angostamente piramidal, 9–22 cm de largo y 2–7 cm de ancho, purpúrea, ramas patentes solamente durante la antesis, ramitas flexuosas; espiguillas oblongas, 1.6–2.5 mm de largo, algo comprimidas lateralmente, glabras, con 2 flósculos; desarticulación por debajo de las glumas, la espiguilla caediza como una unidad; glumas desiguales, membranáceas, la inferior suborbicular, 0.2–0.3 mm de largo, la superior lanceolada, 1.9–2.5 mm de largo, recta, fuertemente 5–7-nervia, bífida con una arista diminuta entre los lóbulos; pálea inferior ausente; flósculo inferior estéril; lema inferior 1.8–2.4 mm de largo, 3–5-nervia, la arista 5–12 mm de largo; flósculo superior bisexual, 1.5–2 mm de largo; lema superior ovada, más corta que la inferior, membranácea, delgada y translúcida, 1-nervia, lisa y brillante; pálea superior casi tan larga como la lema superior, similar en textura; lodículas 2; estambres 3, las anteras 1–1.5 mm de largo, purpúreas; estilos 2. Fruto una cariopsis, fusiforme; embrión ca 1/2 la longitud de la cariopsis, hilo punteado.

## Taxonomía
Melinis minutiflora fue descrita por Ambroise Marie François Joseph Palisot de Beauvois y publicado en Essai d'une Nouvelle Agrostographie 54, pl. 11, f. 4. 1812.
Sinonimia
- Agrostis glutinosa Nees
- Agrostis glutinosa Fisch. ex Kunth
- Agrostis polypogon Salzm. ex Steud.
- Melinis maitlandii Stapf & C.E.Hubb.
- Melinis maitlandii f. mutica (Chiov.) Robyns
- Melinis purpurea Stapf & C.E.Hubb.
- Melinis tenuinervis Stapf
- Muhlenbergia brasiliensis Steud.
- Panicum melinis Trin.
- Panicum melinis var. inerme Döll
- Panicum minutiflorum (P.Beauv.) Raspail
- Suardia picta Schrank
- Tristegis glutinosa Nees[2][3]